# 伊達村常
伊達 村常（だて むらつね）は、江戸時代中期から後期にかけての武士。陸奥国仙台藩一門第四席・涌谷伊達家9代（亘理氏27代）当主。

## 略歴
宝暦9年（1759年）、石川村俊の九男として誕生。安永5年（1776年）11月20日、伊達村倫が危篤に陥ると仙台藩7代藩主・伊達重村の命により、後嗣となる。安永6年（1777年）2月25日、家督を継ぎ、重村の偏諱を受けて村常と諱を改め、安芸（通称）を称する。安永7年（1778年）6月21日、中島実信の娘を室に迎える。安永8年（1779年）9月25日、嫡子・源五郎（後の伊達村清）が産まれる。
安永10年（1781年）3月26日、一女・恒が産まれるが早世する。天明2年（1783年）6月17日、一女・良が産まれる。天明3年（1784年）3月15日、側室の子・熊次郎が産まれる。同年3月23日、水沢伊達氏の伊達村福の家政輔監となる。天明4年（1785年）1月19日、次子・兵三郎が産まれる。天明5年（1786年）1月27日、三子・此面が産まれる。同年8月26日、側室の子・元三郎が産まれる。寛政元年（1789年）11月24日、四子・千熊が産まれる。
寛政8年（1796年）4月21日、仙台藩前藩主・伊達重村、同年8月21日、藩主・伊達斉村が相次いで病死すると幼少の政千代（後の伊達周宗）が宗家家督を継ぐが、村常、伊達村氏（亘理伊達家）、伊達幸充（登米伊達家）が呼ばれて年番（3交代）の補佐役に任じられ、重村の弟で幕府若年寄・堀田正敦（近江国堅田藩主）がその後見人になった。
享和2年（1802年）11月、涌谷妙見社奥院を建築した。享和3年（1803年）11月11日、脳卒中により病死した。享年45。

## 系譜
- 父：石川村俊（1726-1762）
- 母：伊達村緝の娘
- 養父：伊達村倫（1749-1776）
- 室：中島実信の娘
  - 男子：伊達村清（1779-1820）
  - 女子：恒
  - 女子：良（1783-?） - 水沢伊達村福正室
  - 男子：但木直行 - 但木明行の養子
  - 男子：中島清徳 - 中島廣三郎の養子
  - 男子：坂常直 - 坂時保の養子
- 側室：
  - 男子：下郡山常陳 - 下郡山廣範の養子
- 側室：
  - 男子：伊達任行
- 生母不明の子女
  - 女子：利野 - 柴田義恭室

## 偏諱を受けた人物
- 坂常直（実子）
- 下郡山常陳（実子）
- 亘理常篤（佐沼亘理家当主）